# Release early, release often
Release early, release often (abrégé en RERO, en français : publiez tôt, publiez souvent) est une philosophie de développement logiciel qui souligne l'importance de diffusions (release) précoces et fréquentes pour créer une boucle de rétroaction rapide entre les développeurs d'une part et les testeurs et les utilisateurs d'autre part. Elle s'oppose à la stratégie traditionnelle de diffusion basée sur les nouvelles fonctionnalités (feature-based).

## Explication
Les partisans avancent que la philosophie RERO permet un développement plus rapide, améliore l'implication des utilisateurs dans la définition du logiciel, et finalement favorise sa conformité aux attentes des 
utilisateurs pour enfin aboutir à un programme de meilleure qualité.
Cette philosophie de développement vise à éviter de créer un logiciel que personne n'utilisera.
Elle a été popularisée par Eric S. Raymond dans son essai de 1997 La Cathédrale et le Bazar, où il formulait explicitement « Publiez tôt. Publiez souvent. Et écoutez vos clients ».
Cette philosophie a initialement été appliquée au noyau Linux et à d'autres logiciels libres, mais également ensuite à du développement de logiciel propriétaire et commercial. Les inconvénients de cette stratégie de diffusion incluent la possibilité de bugs plus fréquents ou même de pertes de données, et l'obligation pour les utilisateurs finaux de mettre à jour leur logiciel plus fréquemment.
L'alternative à la philosophie RERO est de diffuser seulement des versions longuement testées et supposées exemptes de bugs. Les partisans de RERO mettent en doute le fait que cela aboutisse réellement à des livraisons de meilleure qualité.